# アイルランド共和国法
アイルランド共和国法（アイルランドきょうわこくほう、アイルランド語: An tAcht Phoblacht na hÉireann 1948 英語: The Republic of Ireland Act 1948）はアイルランドを正式にアイルランド共和国と表記することを宣言し、アイルランド政府の助言に基づき対外関係において国家の執行権限を行使する権限をアイルランド大統領に付与したウラクタスが制定した法律である。この法律は1948年12月21日に署名され、イースター蜂起勃発から33周年にあたる1949年4月18日のイースターマンデーに発効した。
この法律は1936年に制定された対外関係法を廃止し、ジョージ6世とその後継者に与えられていた機能を大統領に移譲する事で、イギリス君主に残された国家との関係における法定の役割を終了させた。

## 法律の本文
アイルランド共和国法それ自体は非常に短く、わずか5つの短い条文で構成されているため以下に全文を記載する。

### イギリス君主
同法の第1条で1936年に制定された執行権（対外関係）法が廃止された。この法律はアイルランド国家との関係において、イギリス君主（当時のジョージ6世）が最後に残していた機能を廃止した。これらの機能は外交・領事代表者の信任状の発行と受諾、条約の締結に関連していた。第3条で代わりにアイルランド大統領が国家の外交関係に関するこれらの機能および他の機能を行使することができる事を規定する。

### イギリス連邦
この法律が施行された当時、同法を導入した政府を代表するアイルランドの首相の見解はアイルランドには国王がおらず、1936年以来イギリス連邦の加盟国ではなかったという物であった。既にアイルランドは共和国でありこの法律は共和国を創設する物ではなく、むしろ「アイルランドの憲法上の地位の明確化」を達成する物であるというのが政府の見解であった。これらの見解は当時のアイルランドの野党指導者にも共有されていた。 実際、アイルランドの指導者たちはこれまでにも何度かアイルランドは共和国でありイギリス連邦加盟国ではないと宣言していたが、現実には連邦に関係していた。
このアイルランドによる解釈はイギリス連邦の他の加盟国には共有されていなかった。アイルランドがこの法律を発効させるまで、アイルランドは「陛下の自治領」の一部であると考えられていた。アイルランドが国王に言及しない1937年の憲法を採択したとき、イギリス政府は同政府と他のイギリス連邦政府が「[まだ]アイルランドをイギリス連邦の一員として扱う準備ができている」との声明を発した。結局の所、国王は1936年の対外関係法（External Relations Act 1936）に基づき、アイルランドの法定代理人として一定の機能を果たす権限をアイルランドから与えられており、このアイルランドの法律が廃止された事によって、もはやアイルランドに国王が存在し続ける、あるいは国王陛下の領土の一部であり、イギリス連邦内にとどまっていると見なすどんな微弱な根拠も存在しなくなり、はじめてアイルランドは共和国であることを宣言しイギリス連邦への加盟を終了させたというのが彼らの解釈であった。
その後まもなく共和制国家のイギリス連邦加盟を認めたロンドン宣言は新たな共和制憲法の制定後もイギリス連邦への残留を望むインドの意向に応える形で行われた。しかし、アイルランド政府はイギリス連邦への再加盟申請を行わない事を選択した。この決定は、1950年代に政権に復帰した後に加盟申請を検討した当時の野党党首エイモン・デ・ヴァレラによって批判された。

### アイルランド共和国の表記
法律の第2条で非常に簡単に規定している。
注目すべき点としてはこの法律によって正式な国号の変更はされなかった事である。同法は単に国家の表記を提供したのみである。 アイルランド憲法はエール（英語ではアイルランド）が正式な国号であると規定しており、もしこの法律によって国号を変えようとしても憲法改正を経ない限りは違憲となる。表記と名称の区別は時として混乱を招いてきた。アイルランド共和国法案をウラクタスに提出したジョン・A・コステロ首相はこの違いを次の様に説明している。

## 背景
この法律によって1936年の対外関係法が廃止された。同法の下でジョージ6世国王は国際関係におけるアイルランドの国家元首として大使の信任や、アイルランド駐在の外国の大使を任命する信任状を受理していた。
アイルランド共和国法は現実的に最後まで残った国王のこの役割をなくしてそれをアイルランド大統領に与え、当時の大統領であったショーン・T・オケリーがアイルランドの国家元首である事を明確化した。
1945年、当時の首相であったエイモン・デ・ヴァレラは共和国を宣言する予定はあるか尋ねられた際に「我々は共和国である」と答えたが、それまでの8年間はそのように答える事を拒んでいた。また、彼はアイルランドには国王はおらず、単に国際問題の機関として外国の国王を利用しているに過ぎないと主張していた。 しかし、デ・ヴァレラの司法長官を含む憲法学者の見解は異なり、デ・ヴァレラの解釈との不一致が明らかになったのは1930年代と1940年代の国家文書が歴史家に公開されてからの事だった。また、国際的にはアイルランドには1936年12月にアイルランド国王であると宣言したジョージ6世がおり、そのジョージ6世がアイルランド大使を任命していると見なしている国際社会にもそのような解釈は通用せず、彼らはアイルランドへの大使を任命していた。ジョージ国王は「アイルランド国王」としてアイルランドのすべての外交官を承認した。アイルランドの首相や外務大臣が署名した条約はすべてジョージ国王の名のもと調印されている。
1947年10月、デ・ヴァレラは司法長官のセアボール・オダラーに対外関係法廃止法案の起草を依頼した。 1948年の法案の草案には共和国である事の言及が含まれていたが、結局、法案はウラクタスに提出されず、承認を得る事はなかった。

## 法案の提出
1948年、アイルランドの共和国化を宣言する法案は統一アイルランド党の新首相ジョン・A・コステロによって提出された。コステロはカナダ公式訪問中の滞在先だったオタワで法案の提出を発表した。 デビッド・マックラーは北アイルランドが出自のカナダ総督ハロルド・アレグザンダーによる挑発への咄嗟の反応であった事を示唆している。彼は晩餐会でコステロの前にデリー包囲線で使用された事で知られ、王党派のシンボルであるローリング・メグ砲のレプリカを配置したとされる。確かなのは国王とアイルランド大統領への乾杯を別々に行うという合意が破られた事である。アイルランドの立場は両国を代表して国王に乾杯するのではなく、アイルランドは含まれないという物であった。国王のみに乾杯する事が提案されたアイルランド代表団は激怒した。その後間もなくして、コステロは共和国を宣言する計画を発表した。
しかし、コステロの内閣にいた閣僚の内のひとりを除く全員によれば、共和制の宣言はコステロのカナダ訪問の前に既に決定されていたという。コステロがこの決定を暴露したのはアイルランドの新聞サンデー・インディペンデント紙がその事実を知り、独占記事として「スクープ」しようとしていたからである。それにもかかわらず、大臣のひとりだったノエル・ブラウンは自伝『Against the Tide』の中で異なる説明をした。 彼は、コステロの発表は総督の扱いに怒って行われたと主張し、帰国後、自宅で開かれた閣僚会議でコステロは訪問先のカナダで主要な政府政策を突発的に決めた事を理由に辞任を申し出たと主張している。 しかし、ブラウンによればすべての閣僚は辞任を拒否することで合意し、また、事前に閣議決定したとする話の口裏を合わせる事でも合意していたという。
実際に何が起こったかは曖昧なままである。ブラウンの主張を裏付ける1948年の内閣文書の中にコステロがカナダを訪問する前に共和国を宣言する事を決定した事を裏付ける記録はない。しかし、コステロ政権は政府秘書であるモーリス・モイニハンが野党党首のエイモン・デ・ヴァレラに近すぎると見られていたため、閣議に出席して議事録をとる事を許可しなかった。内閣は議事録作成をモイニハンではなく、大臣政務官（下級大臣）のリーアム・コスグレイヴに任せる事にした。コスグレイヴには議事録作成の経験がなく、彼の議事録は政府決定の限られた記録に過ぎない事が判明した。したがって、この問題が提起されなかったのか、提起されたが未定だったのか、非公式に行われた決定が下されたのか、それとも公式に行われた決定が下されたのかは、1948年の内閣文書をもとにしても不明のままである。
いずれにせよ、この法律はすべての政党が賛成して制定された。デ・ヴァレラはアイルランドの統一が達成されるまで共和国の宣言を控えた方が良かったのではないかと示唆したが、これは1945年にアイルランド国家はすでに共和国であったと述べた事と整合性が取れない発言である。コステロ首相は法的問題として国王は確かに「アイルランド国王」にしてアイルランドの国家元首であり、アイルランド大統領は新たな法が施行されるまでは、実質的にはプリンケプスであり、地元の著名人であるに過ぎないとシャナズ・エアランで述べた。

## 反応

### イギリス
イギリスはアイルランド共和国法に対応する形で1949年アイルランド法を制定した。この法律はアイルランド共和国法が施行された時点でアイルランド国家は「陛下の自治領の一部ではなくなった」従ってもはやイギリス連邦加盟国ではないとした。それにも関わらずアイルランド国民はイギリス国籍法の下で外国人としては扱われないと規定されていた。これはイギリス連邦諸国の市民と事実上同様の地位を与える物であった。
1937年のアイルランド憲法の制定から1948年のアイルランド共和国法の制定までの間に、イギリスはアイルランド国家の名称を英語表記の「エール」と正式決定していた。1949年のアイルランド法では「これまでエールとして知られていたアイルランドの一部」はイギリスの法律で将来的に「アイルランド共和国」と呼ばれる可能性があると規定されている。アイルランド国家が同名の島全体から構成されていない事実を理由にイギリスが国家の正式名称として「アイルランド」を用いるのを拒み続けた事は、その後も数十年にわたる外交摩擦の原因となった。
また、イギリスのアイルランド法は北アイルランドの議会が統一アイルランドへの加盟を正式に表明しない限り、引き続き北アイルランドがイギリスの一部であり続ける事を法的に保障する物でもあった。この「ユニオニストの拒否権」はこの法律がウェストミンスターを通過するまでの間、アイルランド国家や北アイルランドの民族主義者の間でも物議を醸した。この保証は北アイルランド議会が廃止された1973年に「北アイルランドの大多数の人々の同意」に基づく新たな保障に置き換えられた。
この法律が施行された1949年4月18日、ジョージ6世国王はアイルランド大統領のショーン・T・オケリーに次のようなメッセージを送った。

#### アイルランド貴族
1800年の合同法成立以降、アイルランド貴族の地位の継承があった際、イギリス貴族院の事務総長はダブリンのアイルランド王書記長にアイルランド貴族代表議員の選挙人名簿を更新する様に通知していた。このような選挙は1922年に行われなくなり、1926年に最後の職務者であるジェラルド・ホーランが高等法院の初代長官に就任すると、アイルランド王書記長の職は正式に廃止された。それでも、1948年末にアイルランド政府がアイルランド共和国法の施行に向けて行政を見直した際、イギリス貴族院にアイルランドにおける王書記官の不在を通告するまで貴族院の事務総長はホーランに旧来の方法で通知を続けた。

### アイルランド聖公会
アイルランド全島におけるアイルランド聖公会の聖公会祈祷書はイングランド国教会のそれを模しており「私たちの最も慈悲深い神である主、ジョージ王、王室、そしてイギリス連邦のために」という3つの「護国の祈り」が含まれていた。この教会は歴史的にプロテスタントの優位性と結びついており、1871年までは国教として位置付けられていた。全体の3分の1にあたる南部アイルランドの信者は1922年以前そのほとんどがユニオニストでその後も親英派であった。1948年後半、ジョン・グレッグ、アーサー・バートンの両大主教は1949年の教会会議（総会）で聖公会祈祷書が更新されるまでの間、新たな共和国で使うため暫定的な代わりの祈りを考案した。 クロンドーキンのヒュー・モード率いる草の根運動はいかなる変更にも反対した結果、1950年の総会で妥協案が承認され、北アイルランドではそれまでの祈りを残し、共和国では「大統領とすべての権力者のための祈り」と「ジョージ6世のための祈り......その領土では我々は余所者と見なされない」（1949年アイルランド法を指す）を用いた。同様に朝夕の祈りの典礼には北アイルランドの場合「主よ、女王をお救い下さい。」共和国では「主よ、私たちの支配者をお導き下さい。お守り下さい。」が含まれている。ミリアム・モフィットはモードの支持者のほとんどが年配の信者であったと記している。

## 再評価
1996年、憲法審査会はアイルランドを「アイルランド共和国」と命名する事を宣言するため憲法の改正を検討した。そのような改正案が委員会で検討されたのはこれが2度目であった。